# Чуроручей
Чуроручей — ручей в России, протекает по территории Важинского городского поселения Подпорожского района Ленинградской области. Длина ручья — 16 км.

## Общие сведения
Ручей берёт начало из Верхнего Чуроболота на высоте выше 127,3 м над уровнем моря и далее течёт преимущественно в юго-восточном направлении по заболоченной местности.
Чуроручей в общей сложности имеет десять малых притоков суммарной длиной 22 км.
Впадает на высоте выше 73 м над уровнем моря в реку Важинку, правый приток Свири.
Населённые пункты на ручье отсутствуют.
Код объекта в государственном водном реестре — 01040100712202000012582.